# Унарское сельское поселение
Унарское се́льское поселе́ние — муниципальное образование в Седельниковском районе Омской области Российской Федерации.
Административный центр — село Унара.

## История
Статус и границы сельского поселения установлены Законом Омской области от 30 июля 2004 года № 548-ОЗ «О границах и статусе муниципальных образований Омской области».

## Население
| 2010 | 2011 | 2012 | 2013 | 2014 | 2015 | 2016 |
| ---- | ---- | ---- | ---- | ---- | ---- | ---- |
| 385  | →385 | ↘371 | ↘361 | ↘341 | ↘337 | ↘311 |
| 2017 | 2018 | 2019 | 2020 | 2021 | 2023 |      |
| ↘298 | ↘294 | ↗302 | ↘286 | ↘244 | ↘221 |      |

## Состав сельского поселения
| № | Населённый пункт | Тип населённого пункта       | Население |
| - | ---------------- | ---------------------------- | --------- |
| 1 | Богомель         | деревня                      | ↘84       |
| 2 | Унара            | село, административный центр | ↘301      |